# Bonnie Langford

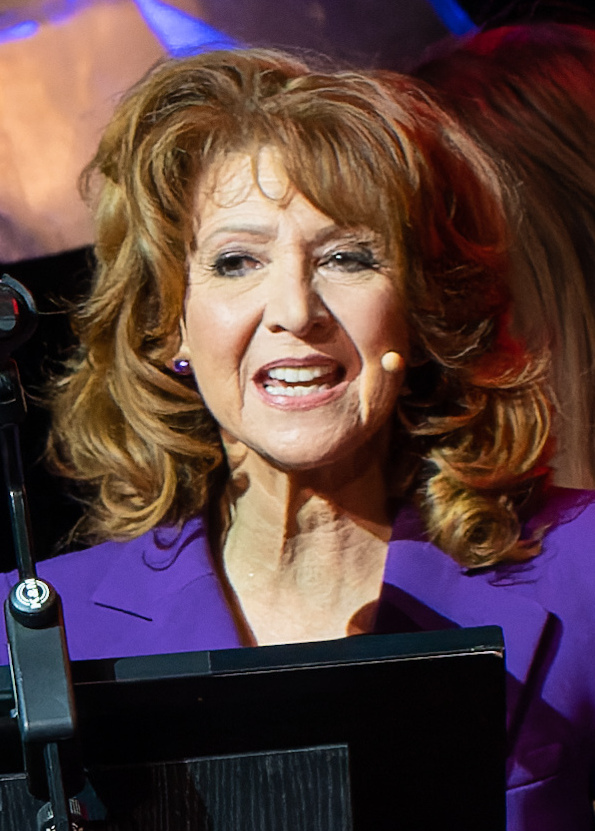
Bonnie Langford (2023)

Bonita Melody Lysette „Bonnie“ Langford (* 22. Juli 1964 in Hampton Court, Surrey) ist eine britische Schauspielerin.

## Leben und Karriere
Bonnie Langford stammt aus einer Künstlerfamilie. Ihre Mutter war eine Tanzlehrerin und ihre Großtante eine Ballerina, die gemeinsam mit Anna Pavlova auftrat. 1970 hatte die sechsjährige Langford ihren ersten großen Auftritt in der Talentshow Opportunity Knocks. Sie sang The Good Ship Lollipop und gewann den Wettbewerb. Danach war sie in mehreren Kinderprogrammen zu sehen, darunter Just William und dem Film Bugsy Malone. Außerdem trat sie am New Yorker Broadway im Musical Gypsy auf. Von 1986 bis 1987 spielte sie Melanie Bush in der britischen Fernsehserie Doctor Who. Nach Doctor Who trat Langford in mehreren Musicals und Theaterstücken auf. So war sie beispielsweise in Chicago und Cats zu sehen. 2006 nahm sie an der Show Dancing on Ice teil. 2014 war sie in dem Theaterstück Dirty Rotten Scoundrels am Londoner West End zu sehen. Seit 2015 stellt sie Carmel Kazemi in der britischen Fernsehserie EastEnders dar. 2022 kehrte sie erstmals wieder zu Doctor Who zurück und tritt seitdem in wiederkehrender Kapazität erneut als Melanie Bush auf.
Ihren späteren Ehemann  Paul Grunert lernte Langford 1987 kennen. Sie traten zusammen in einer Show auf. 1995 heiratete das Paar in Mauritius. 2000 bekamen sie eine Tochter. 2015 ließ sich das Paar scheiden.

## Filmografie (Auswahl)
- 1976: Bugsy Malone
- 1977: Wombling Free
- 1977–1978: Just William (Fernsehserie, 27 Folgen)
- 1983–1984: The Hot Shoe Show (Fernsehserie, 11 Folgen)
- 1986–1987, seit 2022: Doctor Who (Fernsehserie, 22 Folgen)
- 1993: Doctor Who: Dimensions in Time
- 2006: Agatha Christie’s Marple – Lauter reizende alte Damen (By the Pricking of My Thumbs, Fernsehfilm)
- 2008: Hotel Babylon (Fernsehserie, 1 Folge)
- seit 2015: EastEnders (Fernsehserie)